# سلیمان شکوه
شاهزاده سلیمان شکوه (۱۵ مارس ۱۶۳۵ تا می ۱۶۶۲)، بزرگترین پسر شاهپور تیموری هند، داراشکوه بود. او به فرمان اورنگ‌زیب در گوالیور اعدام شد.

## خانواده

### والدین

#### پدر
- پدر: داراشکوه
  - پدربزرگ:شاه جهان
    - پدر پدربزرگ: جهانگیرشاه
      - پدربزرگ پدربزرگ: اکبر کبیر
      - مادربزرگ پدربزرگ: مریم‌الزمانی

    - مادر پدربزرگ: جگت گوسین
      - پدربزرگ پدربزرگ:راجه اودای سینگ
      - مادربزرگ پدربزرگ: منرنگ دوی

  - مادربزرگ: ممتاز محل
    - پدر مادربزرگ: ابوالحسن آصف‌خان
      - پدربزرگ مادربزرگ: اعتمادالدوله
      - مادربزرگ پدربزرگ: عصمت بیگم

    - مادر مادربزرگ: دیوانجی بیگم
      - پدربزرگ مادربزرگ: غیاث‌الدین علی آصف‌خان

#### مادر
- مادر: نادره بانو بیگم
  - پدربزرگ: پرویز میرزا
    - پدر پدربزرگ: جهانگیرشاه
      - پدربزرگ پدربزرگ: اکبر کبیر

  - مادربزرگ: جهان بانو بیگم
    - پدر مادربزرگ: مراد میرزا
      - پدربزرگ مادربزرگ: اکبر کبیر

### همسر و فرزندان

#### همسران
- آنوپ کنوار
- منوار بی

#### فرزندان
- سلیمه بانو بیگم
- یک دختر دیگر